# Muzeum Cechu Rzemiosł Skórzanych
Muzeum Cechu Rzemiosł Skórzanych im. Jana Kilińskiego – muzeum na warszawskim Starym Mieście mieszczące się w kamienicy Szewców przy ul. Wąski Dunaj 10 (wejście od Szerokiego Dunaju).
Zostało utworzone w 1973 r. z inicjatywy Cechu Rzemiosł Skórzanych w celu przedstawienia organizacji i warunków pracy warsztatów rękodzielniczych związanych z obróbką skóry. Wieloletnim kierownikiem muzeum była Lidia Lwow-Eberle.

## Zbiory
- dwa warsztaty, szewski i rymarski, wyposażone w pełne zestawy narzędzi z XIX wieku (m.in. maszyna do szycia cholewek i tzw. konik rymarski do szycia uprzęży)
- diapozytywy ilustrujące wnętrza warsztatów od XV do XX wieku
- dokumenty cechowe m.in. Statut Cechu Rymarzy podpisany przez króla Stanisława Augusta Poniatowskiego oraz Księga przyjęć do prawa miejskiego z lat 1506–1638
- insygnia i emblematy cechowe z XVI–XVIII wieku
- wyroby skórzane (obuwie, uprząż), w tym pochodzące z badań archeologicznych przeprowadzonych w czasie powojennej odbudowy Starego Miasta
- miniaturki modeli obuwia noszonego w latach 1910–1965[2]
- portrety Jana Kilińskiego, zasłużonych członków Cechu, a także wizerunki świętych Kryspina i Kryspianina – patronów szewców i rymarzy
- replika tablicy, która znajdowała się nad wejściem do kamienicy nr 5, należącej do Jana Kilińskiego

Większość eksponatów stanowią dary członków Cechu oraz osób prywatnych. W zbiorach muzeum znajduje się m.in. klamra noszona przy pasie przez Jana Kilińskiego, znaleziona w piwnicach jego domu przy Szerokim Dunaju 5.